# Vektorgrafik
Eine Vektorgrafik ist eine Computergrafik, die aus grafischen Primitiven wie Linien, Kreisen, Polygonen oder allgemeinen Kurven (Splines) zusammengesetzt ist. Meist sind mit Vektorgrafiken Darstellungen gemeint, deren Primitive sich zweidimensional in der Ebene beschreiben lassen, ähnlich  wie bei einem Vektor in der analytischen Geometrie. Eine Bildbeschreibung, die sich auf dreidimensionale Primitive stützt, wird eher 3D-Modell oder Szene genannt, und die Erzeugung zweidimensionaler Linien- und Flächengrafiken sowie fotorealistischer Bilder aus solchen 3D-Modellen wird Bildsynthese oder Rendern genannt.
Um beispielsweise das Bild eines Kreises zu speichern, benötigt eine Vektorgrafik mindestens zwei Werte: die Lage des Kreismittelpunktes und den Kreisdurchmesser. Neben der Form und Position der grafischen Primitive werden eventuell auch die Farbe, Strichstärke, diverse Füllmuster und weitere, das Aussehen bestimmende, Daten angegeben.

## Eigenschaften
| Vektorgrafik | Rastergrafik |
| Vektorgrafik | Rastergrafik |
| Vektorgrafik | Rastergrafik |
| Vektorgrafik | Rastergrafik |

Vektorgrafiken basieren, anders als Rastergrafiken, nicht auf einem Raster, in dem jedem Bildpunkt (Bildelement, englisch picture element, Pixel) ein Farbwert und eine Koordinate zugeordnet ist, sondern auf einer Bildbeschreibung, die die Objekte, aus denen das Bild aufgebaut ist, definiert. So kann beispielsweise ein Kreis in einer Vektorgrafik über die Lage des Mittelpunktes, den Radius, die Linienstärke und die Farbe vollständig beschrieben werden. Nur diese Parameter werden gespeichert. 
Die Erzeugung von Vektorgrafiken ist Gegenstand der geometrischen Modellierung und geschieht meist mittels eines Vektorgrafikprogramms oder direkt mit einer Auszeichnungssprache. Rastergrafiken können durch die sogenannte Vektorisierung mit gewissen Einschränkungen in Vektorgrafiken umgewandelt werden. Manche Texterkennungsprogramme basieren auf einem Vektorisierungsalgorithmus. Mittlerweile bieten gängige Vektorgrafikprogramme Funktionen an, die es erlauben, Vektorgrafiken mit Farbverläufen und Transparenzstufen zu speichern und damit eine größere Zahl von Bildern zufriedenstellend zu beschreiben. Auch solche Vektorgrafiken lassen sich, im Gegensatz zu Rastergrafiken, bequem und verlustfrei verändern und transformieren.

### Vorteile
Im Vergleich zu Rastergrafiken lassen sich Vektorgrafiken oft mit deutlich geringerem Platzbedarf speichern. Eines der wesentlichen Merkmale und Vorteile gegenüber der Rastergrafik ist die stufenlose und verlustfreie Skalierbarkeit.
Im Gegensatz zu PNG, GIF, JPEG und BMP bestehen Vektorgrafiken nicht aus einem Pixelraster. Stattdessen bestehen Vektorgrafiken aus Pfaden, die durch einen Startpunkt und Endpunkt definiert sind, sowie aus geometrischen Elementen wie Kurven, Linien und Quadraten. Dadurch können sowohl einfache Zeichnungen als auch komplexe Diagramme erstellt werden. Pfade werden auch verwendet, um die Schriftzeichen bestimmter Schriftarten zu definieren.
Weil vektorbasierte Bilder nicht aus einer bestimmten Anzahl von Punkten bestehen, können sie, um die gewünschte Auflösung zu erreichen, auf eine beliebige Größe skaliert werden und verlieren keine Bildqualität. Das macht Vektorgrafiken ideal für Logos, die klein genug sein können, um auf einer Visitenkarte zu erscheinen, aber auch skaliert werden können, um eine Werbetafel zu füllen. Grafiksoftware zum Zeichnen von Vektorgrafiken sind zum Beispiel Adobe Illustrator, FreeHand und CorelDraw Graphics Suite. Viele Flash-Animationen verwenden auch Vektorgrafiken, da sie besser skaliert werden und normalerweise weniger Platz beanspruchen als Rastergrafiken.

### Wiedergabeaufwand
Die Stärke von Vektorgrafiken allgemein ist die Auflösungsunabhängigkeit, d. h., sie sind für eine Wiedergabe (Bildschirm, Drucken) in beliebiger Auflösung geeignet. Dies erfordert jedoch immer ein aufwändiges Rendern der Vektorgrafik in eine Rastergrafik. Ein Nachteil von Vektorgrafiken gegenüber Rastergrafiken ist ein unbekannter, inhaltsabhängiger Wiedergabeaufwand (Rechenzeit und Arbeitsspeicher). Um diesen Nachteil von Vektorgrafiken zu minimieren, hält beispielsweise Wikipedia serverseitig vorgerenderte Rastergrafik-Vorschaubilder von SVG-Vektorgrafiken in mehreren Bildauflösungen vor. Rastergrafiken haben im Allgemeinen den Vorteil, dass der Wiedergabeaufwand konstant und inhaltsunabhängig ist.

## Anwendungen

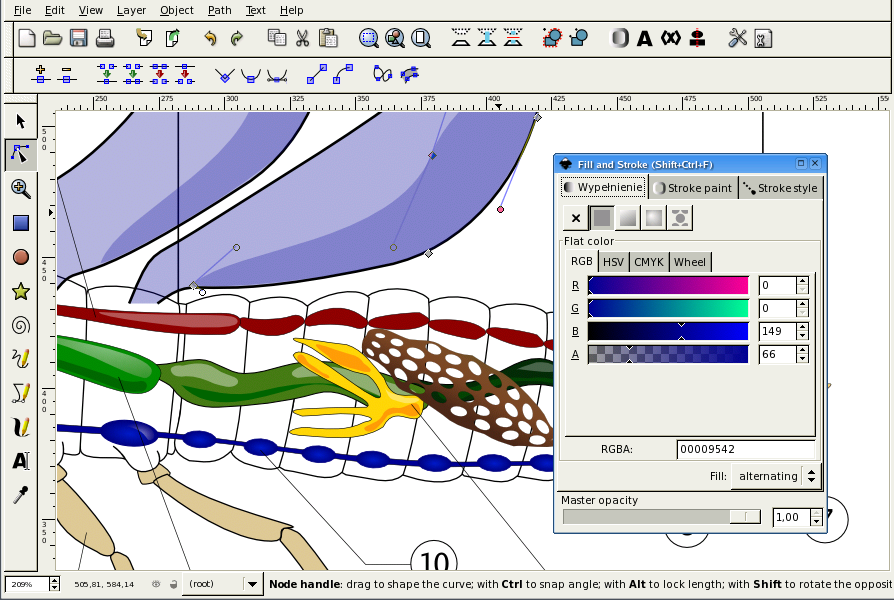
Bearbeitung einer Vektorgrafik mit Inkscape

Zauberwürfel mit Spiegelung und Schatten im SVG-Format

Die Stärke von Vektorgrafiken liegt bei Darstellungen, die als Zusammenstellung von grafischen Primitiven befriedigend beschrieben werden können, zum Beispiel Diagramme oder Firmenlogos. Sie sind nicht geeignet für gescannte Bilder und Digitalfotos, die naturgemäß als Rastergrafik erfasst werden und nicht verlustfrei umgewandelt werden können. Ebenfalls an die Grenzen stoßen Vektorformate bei komplexen gerenderten Bildern, die ebenfalls direkt als Rastergrafik berechnet werden. Allerdings spezialisieren sich immer mehr Firmen auf die Vektorisierung von Rastergrafiken. Dies ist vor allem von Interesse für großflächige Bildwerbung, Fahrzeugbeschriftung oder, wenn die Vektorisierung als grafischer Effekt genutzt wird.
Vektorgrafiken können mithilfe von Plottern oder Laserbeschriftern ohne vorherige Rasterung direkt auf verschiedene Materialien ausgegeben werden.

### Grafikanwendungen
Zur Erstellung von Illustrationen, insbesondere für die Erstellung von Logos, können vektorbasierte Zeichenprogramme verwendet werden. Die von 3D-Modellierungswerkzeugen erzeugten 3D-Szenen können auch als Vektorgrafiken betrachtet werden.

### Seitenbeschreibungssprachen
Vektorgrafiken erlauben es, Dokumente unabhängig von der Auflösung des Ausgabegeräts zu beschreiben. Mit Hilfe einer vektorgrafikfähigen Seitenbeschreibungssprache wie PostScript oder dem daraus hervorgegangenen Portable Document Format können Dokumente, im Gegensatz zu Rastergrafiken, mit der jeweils höchstmöglichen Auflösung auf Bildschirmen verlustfrei dargestellt oder gedruckt werden.

### Office-Pakete
In Office-Paketen finden sich mehr oder weniger umfangreiche Zeichenfunktionen. Die so erstellten Grafiken sind Vektorgrafiken. Auch Diagramme sind Vektorgrafiken. Komplexere Füllungen werden für die Ausgabe gerastert. Für nicht fotorealistische Cliparts ist Windows Metafile unter Windows ein gebräuchliches Vektorgrafik-Dateiformat.

### Computerschriften
Auf gängigen Computersystemen finden heute überwiegend sogenannte Outline-Schriften Verwendung, die die Umrisse jedes Zeichens als Vektorgrafik beschreiben. Wichtige Formate sind TrueType, PostScript und OpenType.

### Computerspiele

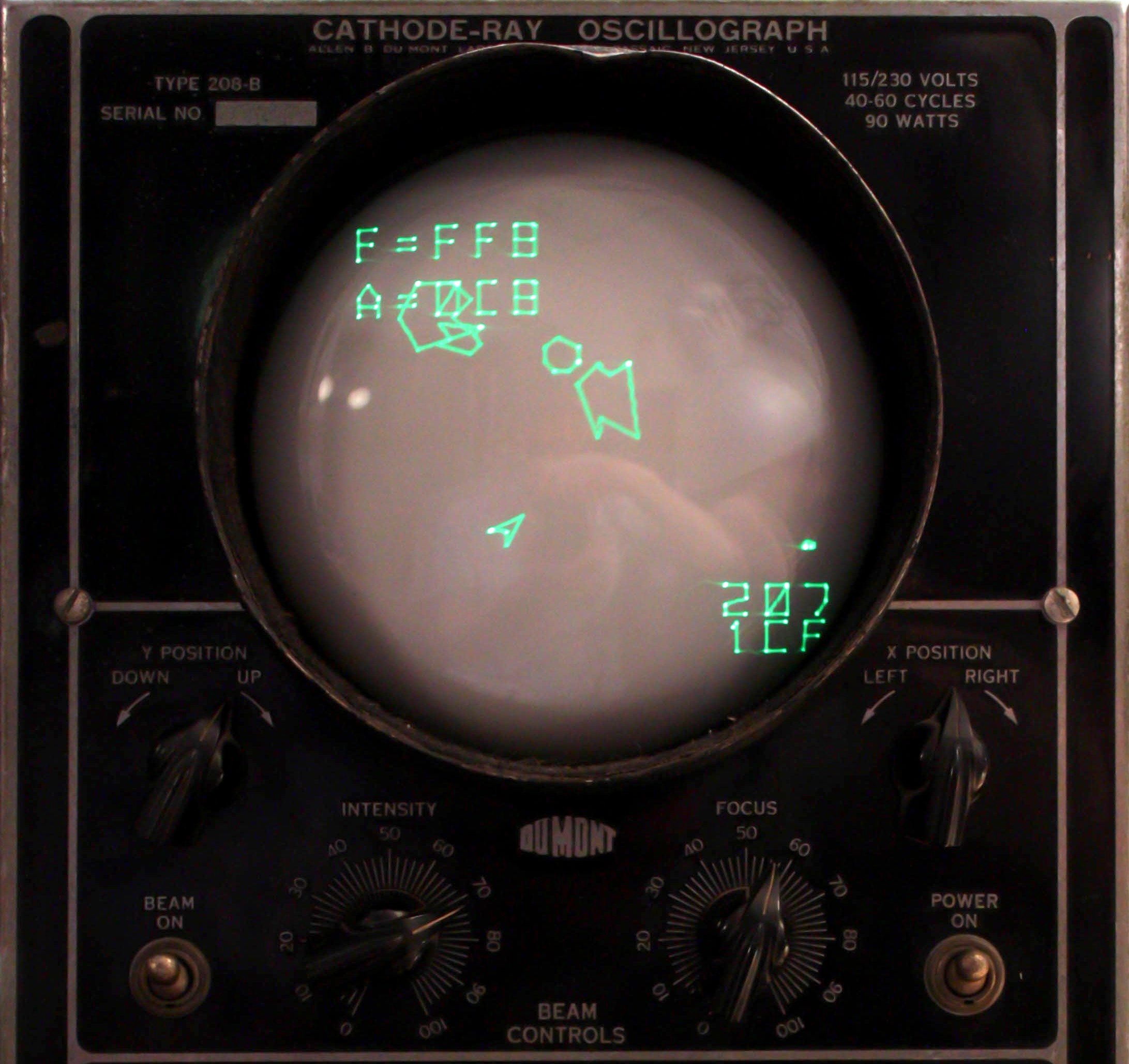
Vektorgrafik des Spiels Space Rocks

Frühe Arcade-Spiele liefen im Prinzip mit Vektorgrafik. Das erste war Spacewar! aus dem Jahr 1962. Bekannt waren auch Lunar Lander (Atari, 1979), Battlezone (Atari, 1980) und Star Wars (Farb-Vektorgrafik, Atari, 1983). Es gab auch die Spielkonsole Vectrex.
Bei diesen Systemen wurde als technische Besonderheit die X/Y-Ablenkung der zur Darstellung verwendeten Bildröhre direkt angesteuert, statt zeilenweise einen Grafikspeicher auszugeben wie bei Punktrastergrafiken. Der Vorteil dieser Lösung lag in der glatten, treppchenfreien Darstellung von Linien. Zur Ausgabe allgemeiner, insbesondere Komplexgrafiken und Texten, war diese Methode jedoch weniger geeignet.
Auch auf Heimcomputern wie dem Amiga und Commodore 64 gab es vereinzelt Spiele, die auf Vektorgrafik basierten, beispielsweise Stunt Car Racer oder die Elite-Reihe. Hierbei wurden jedoch die Vektorgrafiken nicht direkt ausgegeben, sondern berechnet und in eine Rastergrafik gewandelt. Aufgrund der hierfür benötigten – für damalige Verhältnisse – hohen Rechenleistung waren diese Spiele jedoch im Allgemeinen vergleichsweise langsam bzw. detailarm.

### Internet

Kegel-Zahnrad. Vektor-Zeichnung, mit Adobe Illustrator erstellt, als SVG exportiert

Im World Wide Web liegen Vektorgrafiken meist im offenen Format SVG vor, bis 2020 oft auch als proprietäre SWF-Dateien von Adobe Flash. Für 3D-Szenen gilt als Nachfolger der Virtual Reality Modeling Language die Beschreibungssprache X3D. Wieder auferstanden ist die auf OpenGL basierende Web Graphics Library (WebGL) sowie die auf WebGL basierende JavaScript-Bibliothek Open 3D (O3D) von Google.

### Geoinformationssysteme
Bei Geoinformationssystemen wird die Geometrie von Flurstücken, Landkarten usw. in Form von Vektordaten gespeichert. Dabei können auch Vektorgrafiken verwendet werden.

### Computer Aided Design
Für technische Zeichnungen finden CAD-Programme Verwendung. Auch hier wird die Geometrie als Vektordaten gespeichert, was z. B. die berechnete Bemaßung und das Erstellen von Massenauszügen und Stücklisten ermöglicht. Ein typisches CAD-Vektorformat ist das Drawing Interchange Format.